# AMULET
AMULET는 ARM 프로세서 아키텍처를 구현하는 일련의 마이크로프로세서이다. 맨체스터 대학교의 컴퓨터 과학과 (이전에는 같은 기관에 기반을 둔 AMULET 및 PAL 그룹)의 고급 프로세서 기술 그룹에 의해 개발된 AMULET은 데이터 동기화 및 이동에 방형파 클럭 신호를 사용하지 않는 비동기식 마이크로프로세서라는 점에서 ARM 구현 중에서 독특하다.

## AMULET 마이크로프로세서 목록
- AMULET1 — 1990년에 설계되어 1993년에 처음 제작되었다. 추정 성능은 20 MHz에서 실행되는 비슷한 크기의 동기식 ARM6의 약 70%이다.[1][2][3][4]
- AMULET2 — 1996년에 처음 제작된 AMULET1의 재구현이다. 프로세서 캐시 또는 매핑된 RAM으로 사용할 수 있는 온칩 메모리를 특징으로 한다. APT 그룹은 AMULET2가 ARM8과 비슷한 전력 소모/성능 비율을 가질 것으로 추정한다. 비동기식 설계로 인한 매우 주목할 만한 특징은 사용하지 않을 때 전력 소모가 3μW로 떨어지는 것이다 (온보드 타이머가 DRAM 새로 고침을 처리하는 경우에도 비활성 상태라고 가정).[5]
- AMULET3 — 이전 AMULET 프로세서보다 높은 성능을 목표로 하면서 낮은 전력 소모를 유지하기 위해 재설계된 아키텍처이다. 2000년에 제작되었으며, 썸 모드 (즉, ARM9TM) 지원과 함께 ARM 레벨 4 명령어 세트 호환성을 지원했다. 성능과 전력 소모는 동일한 기술로 제작된 ARM9와 거의 같았다. AMULET3는 고유한 낮은 전자파장애 특성 때문에 상업용 시제품 디지털 향상형 무선 통신 장치에 사용되었다. 비기술적인 이유로 제조에 들어가지 않았다.[6]

## 같이 보기
- ARM 아키텍처